# Loxosceles boqueirao
Espèce
Loxosceles boqueirao est une espèce d'araignées aranéomorphes de la famille des Sicariidae.

## Distribution
Cette espèce est endémique de Bahia au Brésil,. Elle se rencontre à Carinhanha dans la grotte Lapa do Boqueirão.

## Description
Le mâle holotype mesure 7,15 mm et la femelle paratype 10,17 mm.

## Systématique et taxinomie
Cette espèce a été décrite par Bertani et Gallão en 2024.

## Étymologie
Son nom d'espèce lui a été donné en référence au lieu de sa découverte, la grotte Lapa do Boqueirão.

## Publication originale
- Bertani, Bichuette, Cordeiro & Gallão, 2024 : « Three new species of Loxosceles Heinecken &Lowe, 1832 (Araneae, Sicariidae) from Brazilian caves. » European Journal of Taxonomy, vol. 921, p. 98-115 (texte intégral).